# 锦西厅
锦西厅，清朝时设置的厅。
光绪三十二年（1906年）以江家屯厅改名，治所在今辽宁省葫芦岛市西北钢屯乡。属锦州府。1913年废厅改县。 